# 457년

## 연호
- 유송(劉宋) 대명(大明) 원년
- 북위(北魏) 태안(太安) 3년

## 기년
- 유송(劉宋) 효무제(孝武帝) 4년
- 북위(北魏) 문성제(文成帝) 6년
- 신라(新羅) 눌지 마립간(訥祗麻立干) 41년
- 고구려(高句麗) 장수왕(長壽王) 45년
- 백제(百濟) 개로왕(盖鹵王) 3년

## 사망
- 동로마 제국의 황제 마르키아누스